# 島上運貨人
島上運貨人（英語：Island Packers），美國海峽群島國家公園的特約商，定期有船班從文圖拉前往國家公園的五座島嶼。有時候還會在特定季節有賞鯨船的船班。遊客除了做輕型飛機和搭自己私人的小艇以外，島上運貨人是唯一可以載遊客抵達島嶼的選擇。